# 北極星4号
北極星4号（ほっきょくせいよんごう）は、朝鮮民主主義人民共和国（北朝鮮）が開発した潜水艦発射弾道ミサイル（SLBM）である。

## 歴史
2020年10月10日、朝鮮労働党創建75周年を迎え平壌市内の金日成広場で開催した閲兵式（軍事パレード）で「북극성−4ㅅ」（「北極星-4」）と書いたSLBMが公開された。

## 評価
米国の北朝鮮分析サイト「38ノース」は「軽量化や射程を延長する技術などが見られた」とし、北朝鮮が建造中の新型潜水艦に搭載する可能性を指摘した。
潜水艦専門情報サイト「カバート・ショアーズ」（COVERT SHORES）を運営するH・サットン氏は、写真情報をもとに、北極星4型の全長は9.8メートル、直径は1.8メートルとの推計値を発表している。
「（10月）10日に公開された新型SLBMを複数発搭載するためには、最低でも4千トン級以上の潜水艦が必要とみられる。更にSLBMが戦略兵器として、敵に対する報復攻撃を担当するためには、長時間潜水できる原子力潜水艦が必要になる」が、「北朝鮮の潜水艦は旧式でスクリュー音などから探知されやすい。北朝鮮海軍は遠洋での潜水艦運用の実績に乏しく、潜水艦が航行するための海図や、ソナー音を効果的に探知するために必要な海流や塩分濃度などを十分把握していない」ため、「（軍事パレードに登場した）超大型ICBMも新型SLBMも、本当の戦力として北朝鮮が自由に使いこなせるようになるまで、相当な時間がかかるのは間違いない」という分析もある。